# Nino Manfredi

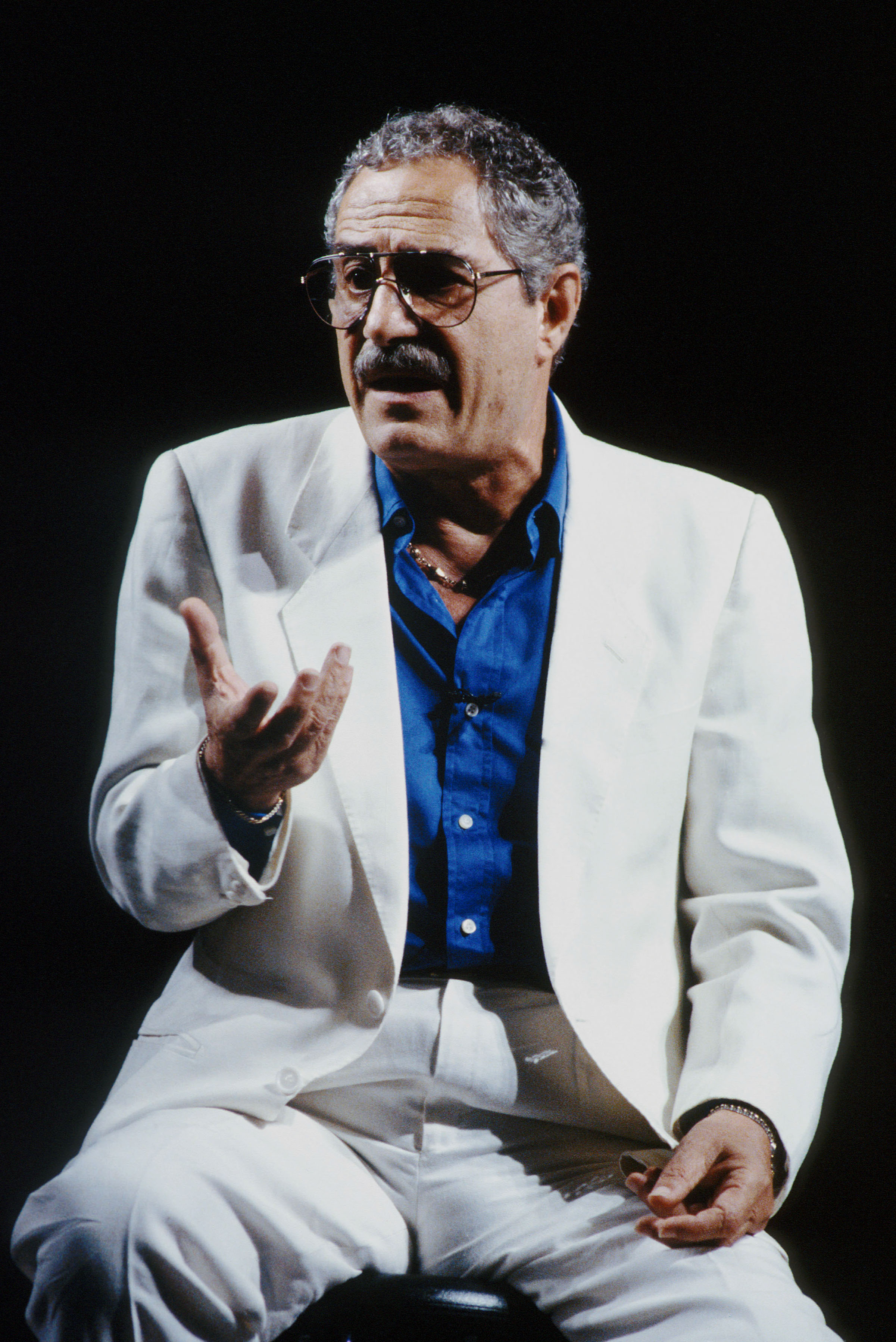
Nino Manfredi (1990)

Nino Manfredi (eigentlich Saturnino Manfredi; * 22. März 1921 in Castro dei Volsci, Provinz Frosinone; † 4. Juni 2004 in Rom) war ein italienischer Schauspieler, Drehbuchautor und Filmregisseur.

## Leben
Manfredi studierte Jura und erwarb danach einen Diplom an der Accademia d’Arte Drammatica in Rom. Er arbeitete beim Rundfunk und erhielt ein erstes Engagement am Piccolo Teatro in Mailand, wo er in Molnars Liliom erfolgreich war. Er war verheiratet mit dem ehemaligen Fotomodel Erminia Ferrari. Seine Tochter Roberta und sein Sohn Luca sind ebenfalls im Filmgeschäft tätig.
1948 hatte er sein Filmdebüt in dem Kurzfilm Tenori per forza und trat in den 1950er Jahren nur in kleinen Rollen auf. Seine erste wichtige Hauptrolle spielte er 1959 in Gianni Puccinis L’impiegato. Anfang der 1960er Jahre etablierte sich Nino Manfredi als Darsteller mit der Rolle eines vom Pech verfolgten Mannes in Luigi Comencinis Vergewaltigt in Ketten (1961) und in Luigi Zampas Anni ruggenti (1962) als kleiner Angestellter, der mit einem einflussreichen Faschisten verwechselt wird. Er war bis Ende der 1970er Jahre an zahlreichen italienisch-französischen Ko-Produktionen beteiligt, trat häufig in Fernsehshows auf und entwickelte sich zu einem beliebten Komiker des italienischen Films. Seine grotesken Filmfiguren, darunter ein kirchlicher Würdenträger in Luigi Magnis In nome del Papa Re (1977), der Wichtigtuer Trafficone in Sergio Corbuccis La mazzetta (1978) und der illegale Kaffeevertreter in Nanni Loys Café express (1980) gewannen ihm ein breites Publikum. In den 1980er Jahren reduzierte er seine Arbeit bei Film und Fernsehen zugunsten häufigerer Bühnenauftritte.
Manfredis erste filmische Regiearbeit war eine der vier Episoden von L’amore difficile (1962), doch sein Soloregiedebüt hatte er erst 1971 mit Per grazia ricevuta. Für diesen Film wurde Nino Manfredi auf dem Filmfestival in Cannes 1971 mit dem Preis für das beste Erstlingswerk ausgezeichnet. Sein nächster, 1981 in Zusammenarbeit mit Alberto Lattuada entstandener Film Nudo di donna hatte nur mäßigen Erfolg.
Manfredi war Herausgeber einer Sammlung römischer Redensarten und eines Kochbuchs.
Im Juli 2003 erlitt Nino Manfredi einen Schlaganfall, von dem er sich nicht wieder erholte. Er starb im Juni 2004 in einem römischen Krankenhaus im Alter von 83 Jahren. Manfredi wurde auf dem Campo Verano in Rom im Familiengrab beigesetzt.

## Filmografie (Auswahl)
- 1949: Monastero di Santa Chiara – Regie: Mario Sequi
- 1949: Torna a Napoli – Regie: Domenico Gambino
- 1951: Anema e core – Regie: Mario Mattoli
- 1953: Ein Sonntag in Rom (La domenica della buona gente)
- 1955: Die Verliebten (Gli innamorati)
- 1956: Das fröhliche Urlaubshotel (Tempo di villeggiatura)
- 1958: Der Windhund von Venedig (Venezia, la luna e tu)
- 1958: Nachtwächter, Dieb und Dienstmädchen (Guardia, ladro e cameriera)
- 1958: Kanonenserenade (Pezzo, capopezzo e capitano)
- 1959: L’impiegato
- 1959: Diebe sind auch Menschen (Audace colpo dei soliti ignoti)
- 1960: Die Leiche ist im falschen Koffer (Crimen)
- 1961: Das Jüngste Gericht findet nicht statt (Il giudizio universale)
- 1961: Vergewaltigt in Ketten (A cavallo della tigre)
- 1962: Erotica (L’amore difficile) (& Regie, eine Episode)
- 1962: Anni ruggenti
- 1962: Das Mädchen aus Parma (La parmigiana)
- 1963: Ehen zu dritt (Alta infedeltà)
- 1963: Der Henker (El verdugo)
- 1965: Die Puppen (Le bambole)
- 1965: Ich habe sie gut gekannt (Io la conoscevo bene)
- 1965: Made in Italy (Made in Italy)
- 1966: Eine Rose für alle (Una rosa per tutti)
- 1966: Unser Boß ist eine Dame (Operazione San Gennaro)
- 1966: Seitensprung auf italienisch (Adulterio all’italiana)
- 1967: Ehe in Rom (Il padre di famiglia)
- 1968: Riusciranno i nostri eroi a ritrovare l’amico misteriosamente scomparso in Africa?
- 1969: Generalstreik (Contestazione generale)
- 1970: Stoßtrupp Avola – Ja, wo sind denn die Kanonen (Rosolino Paternò soldato)
- 1971: Die schielende Heilige (Per grazia ricevuta) – auch Regie
- 1971: Roma Bene – Liebe und Sex in Rom
- 1972: Pinocchio (Le avventure di Pinocchio) (Fernseh-Miniserie)
- 1972: Girolimoni – das Ungeheuer von Rom (Girolimoni – Il mostro di Roma)
- 1974: Brot und Schokolade (Pane e cioccolata)
- 1974: Wir waren so verliebt (C’eravamo tanto amati)
- 1976: Die Schmutzigen, die Häßlichen und die Gemeinen (Brutti, sporchi e cattivi)
- 1977: In nome del Papa Re
- 1978: La mazzetta
- 1979: Il giocattolo
- 1980: Café express
- 1981: Die nackte Frau (Nudo di donna/Nude femme) – auch Regie
- 1987: Helsinki–Napoli – All Night Long (Helsinki Napoli All Night Long)
- 1987: Die wundersamen Erlebnisse des Pontius Pilatus (Secondo Ponzio Pilato)
- 1990: Alberto und die Tradition (Alberto Express) – Regie: Arthur Joffé
- 1991: Mima – Regie: Philomène Esposito
- 1994: Colpo di luna – Regie: Alberto Simone
- 1995: Der fliegende Holländer (De vliegende Hollander) – Regie: Jos Stelling
- 2000: La carbonara – Regie: Luigi Magni